# Pelham (Alabama)
Pelham é uma cidade localizada no estado americano de Alabama, no Condado de Shelby.

## Demografia
Segundo o censo americano de 2000, a sua população era de 14.369 habitantes.
Em 2006, foi estimada uma população de 20.120, um aumento de 5751 (40.0%).

## Geografia
De acordo com o United States Census Bureau, a localidade tem uma área de 99,3 km², dos quais 98,4 km² cobertos por terra e 0,9 km² cobertos por água.

## Localidades na vizinhança
O diagrama seguinte representa as localidades num raio de 16 km ao redor de Pelham.